# سونیک ادونس ۳
سونیک ادونس ۳ یا سونیک پیشرفته ۳ (به انگلیسی: Sonic Advance 3) یک بازی پرشی توسعه‌یافته توسط دیمپس می‌باشد که در سال ۲۰۰۴ توسط سگا برای گیم بوی ادونس منتشر گردید.